# Khoa học chính trị
Khoa học chính trị hay Chính trị học (tiếng Anh: political science hay politology ) là ngành khoa học xã hội liên quan đến các hệ thống quản trị và phân tích các hoạt động chính trị, tư tưởng chính trị, hiến pháp liên quan và hành vi chính trị.
Khoa học chính trị bao gồm nhiều lĩnh vực, bao gồm chính trị so sánh, kinh tế chính trị, quan hệ quốc tế, lý luận chính trị, hành chính công, chính sách công, và phương pháp chính trị.  Hơn nữa, khoa học chính trị có liên quan đến, và dựa trên các lĩnh vực kinh tế, luật, xã hội học, lịch sử, triết học, địa lý, tâm lý học / tâm thần học, nhân chủng học.
Chính trị so sánh là khoa học so sánh và giảng dạy các loại hiến pháp khác nhau, các tác nhân chính trị, lập pháp và các lĩnh vực liên quan, tất cả đều từ góc độ xâm nhập. Quan hệ quốc tế liên quan đến sự tương tác giữa các quốc gia dân tộc cũng như các tổ chức liên chính phủ và xuyên quốc gia. Lý thuyết chính trị quan tâm nhiều hơn đến sự đóng góp của các nhà tư tưởng và triết gia cổ điển và đương đại khác nhau.
Khoa học chính trị rất đa dạng về phương pháp và thu nhận nhiều phương pháp bắt nguồn từ tâm lý học, nghiên cứu xã hội và khoa học thần kinh nhận thức. Các phương pháp tiếp cận bao gồm chủ nghĩa thực chứng, chủ nghĩa diễn giải, lý thuyết lựa chọn hợp lý, chủ nghĩa hành vi, chủ nghĩa cấu trúc, chủ nghĩa hậu cấu trúc, chủ nghĩa hiện thực, thuyết định chế, và đa nguyên.  Khoa học chính trị, là một trong những ngành khoa học xã hội, sử dụng các phương pháp và kỹ thuật liên quan đến các loại câu hỏi cần tìm: các nguồn chính như tài liệu lịch sử và hồ sơ chính thức, các nguồn thứ cấp như bài báo học thuật, khảo sát, phân tích thống kê, nghiên cứu trường hợp, nghiên cứu thử nghiệm và xây dựng mô hình.